# Clever (rapper)
Clever, pseudonimo di Joshua Tyler Huie (Gadsen, 8 luglio 1985), è un rapper e cantante statunitense.

## Biografia
Originario di Gadsen, ha iniziato a pubblicare musica dal 2006, rendendo disponibile la raccolta 1nce More. Nello stesso anno è apparso nel programma 106 & Park, presentato dalla Black Entertainment Television.
Si è fatto conoscere nel 2019 dopo aver partecipato a Ring Ring, traccia contenuta nel secondo album in studio di Juice Wrld, che è divenuto il suo primo ingresso nella Bubbling Under Hot 100 nazionale. Ha in seguito reso disponibile il suo primo EP Who Is Clever?, composto da undici tracce e pubblicato dalla Grade A.
Nel 2020 ha inciso come artista ospite la hit di William Penelope, che ha infranto il record del singolo col maggior numero di settimane totalizzate in vetta alla Suomen virallinen lista e che gli ha valso una statuetta e una candidatura come canzone dell'anno agli Emma gaala, il premio musicale finlandese più importante. Ha inoltre preso parte a Forever di Justin Bieber, contenuta nell'album in studio Changes, che ha ricevuto una certificazione d'oro dalla Recording Industry Association of America per le oltre 500 000 unità accumulate e che ha esordito nella hit parade di oltre venti nazioni, tra cui la Germania e il Regno Unito.
L'anno successivo è stato presentato dalla Grade A e Republic il disco di debutto Crazy, anticipato dagli estratti Rolls Royce Umbrella, realizzato con Chris Brown, e Life's a Mess II, inciso con Juice Wrld e Post Malone. Quest'ultimo ha valso all'artista la sua prima entrata nella Hot 100 statunitense. A fine luglio si è esibito al Lollapalooza, dando così al via al Call Me Nobody Tour.

## Discografia

### Album in studio
- 2021 – Crazy
- 2023 – Lonely

### EP
- 2019 – Who Is Clever?
- 2024 – Clever

### Mixtape
- 2023 – Fashion Helps Depression (con Swayy Mula e Karltin Bankz)

### Raccolte
- 2006 – 1nce More

### Singoli
- 2019 – Loyalty
- 2019 – Stick by My Side (con NLE Choppa)
- 2019 – All In (feat. Polo G & G Herbo)
- 2019 – Money to the Light
- 2020 – Madness
- 2020 – In My Hands (con Zero 9:36 e Travis Barker)
- 2021 – Rolls Royce Umbrella (feat. Chris Brown)
- 2021 – Life's a Mess II (con Juice Wrld e Post Malone)
- 2021 – Tattoo Your Name
- 2021 – Real Life (con JordyPurp)
- 2022 – Turn Out the Light
- 2022 – Before I Go
- 2022 – Blanket on Me
- 2022 – Learn to Fly
- 2022 – Could You Tell Me If I'm Losing My Mind?
- 2022 – Cup of Tea
- 2022 – Emotions in Motion
- 2022 – Light the Darkness
- 2022 – I'm Telling You Now
- 2022 – Make Believe
- 2022 – I Lost a Friend
- 2022 – Validation
- 2022 – Forever Be My Always
- 2022 – I'm Dying
- 2022 – Throw Rocks at the Moon
- 2022 – I Don't Socialize
- 2022 – Blood on My Diamonds
- 2022 – Angel on the Way Down
- 2022 – I Can't Take It Anymore
- 2022 – Quicksand
- 2022 – Through Some Things (feat. Bexey)
- 2022 – Heart Attack (con i Bad Neighbors)
- 2023 – Red on the Carpet
- 2023 – Better Not Fall (con Flight Volume e Omar LinX)
- 2023 – No Signal (con Marcnerr)
- 2023 – Death of Me (con Fieldhouse)
- 2023 – Real Vibe (con RadWulf e Vibes)
- 2023 – Miss You More (con Lumichevi e 7evin7ins)
- 2023 – Backwoods (con Einer Bankz)
- 2023 – I Think I Need Counseling
- 2023 – Bella (con Lumichevi)
- 2024 – Escape (con Sky Keyz)
- 2024 – I Wish U Wasn't There (con Flight Volume e Benny Mayne)
- 2024 – Hallelujah (con Jojo Tua)
- 2024 – Authentic (con Rich Homie Quan e Matt Monaco)
- 2024 – Candlelight
- 2024 – Sandcastles
- 2024 – Cowboy Killers
- 2024 – History (con Gavin Magnus)
- 2024 – Kansas (feat. Struggle Jennings)
- 2025 – Buy One Get One

### Collaborazioni
- 2020 – Penelope (William feat. Clever)

## Tournée
- 2021 – Call Me Nobody Tour